# Pandean (Ngablak)
Pandean is een bestuurslaag in het regentschap Magelang van de provincie Midden-Java, Indonesië. Pandean telt 3761 inwoners (volkstelling 2010).